# Luis José Sartorius
Luis José Sartorius y Tapia, comte de Saint-Louis, né à Séville le 1er février 1820 et mort à Madrid le 22 février 1871, est un journaliste et homme d'État espagnol, président du Conseil des ministres pendant la période de crise gouvernementale (1853-1854) qui débouche sur le bienio progressiste.